# Філіппсбург
Філіппсбург (нім. Philippsburg нім. вимова: [ˈfɪlɪpsˌbʊʁk] ( прослухати); до 1623 Уденгайм (Udenheim)) — громада в Німеччині, знаходиться в землі Баден-Вюртемберг. Підпорядковується адміністративному округу Карлсруе. Входить до складу району Карлсруе.
Площа — 50,56 км2. Населення становить 13 723 ос. (станом на 31 грудня 2020).